# Ildebrando Antoniutti

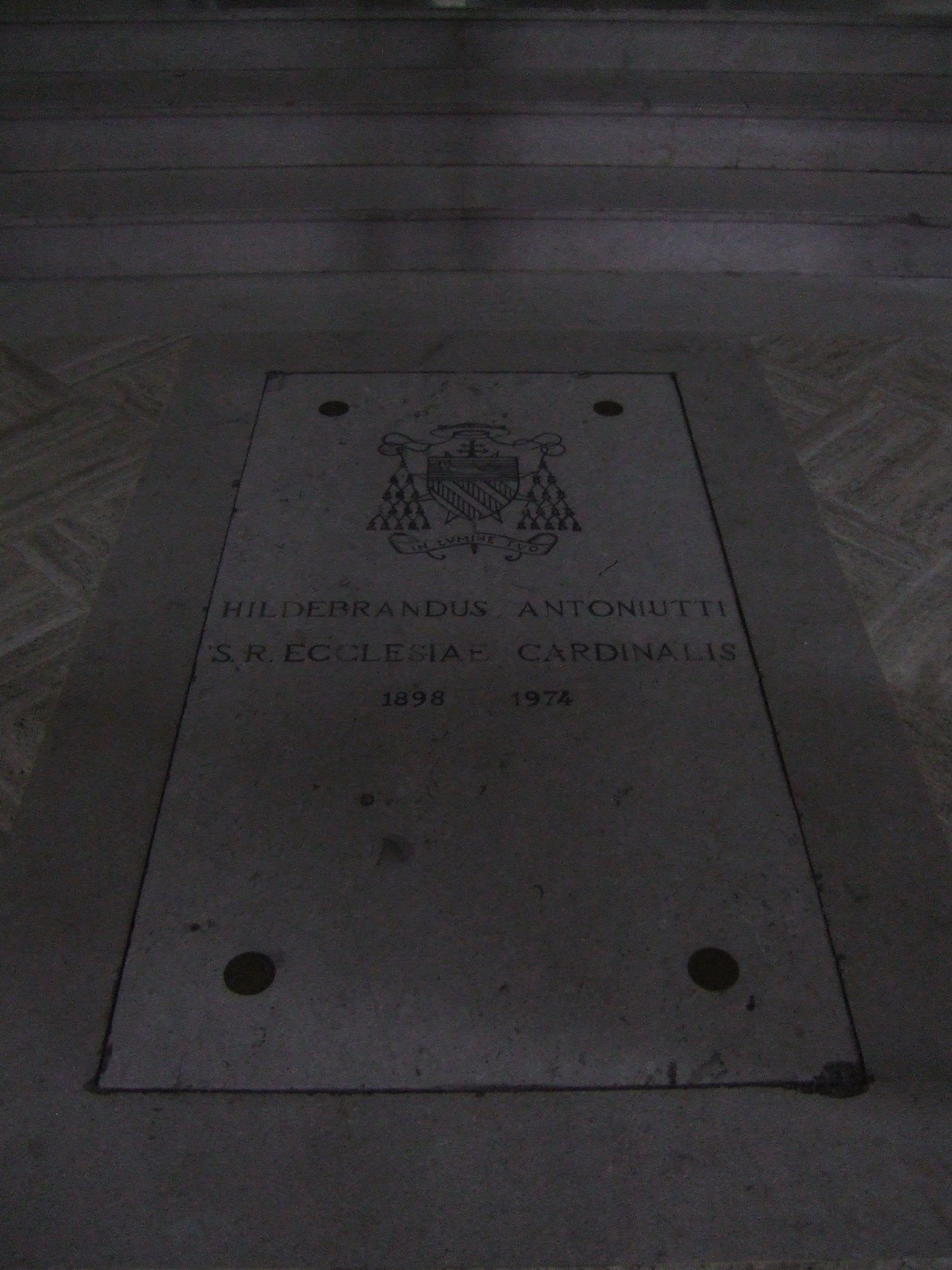
Nimis (UD) - Chiesa dei santi Gervasio e Protasio - Tomba del cardinale Antoniutti.

Ildebrando Antoniutti (Nimis, 3 agosto 1898 – Bologna, 1º agosto 1974) è stato un cardinale e arcivescovo cattolico italiano.

## Biografia
Nacque a Nimis il 3 agosto 1898.
Ordinato sacerdote il 5 dicembre 1920, entrò nel servizio diplomatico vaticano. Nella primavera del 1936 fu nominato arcivescovo titolare di Sinnada e delegato apostolico in Albania. Nel 1938 fu nominato delegato apostolico in Canada e, nel 1953, nunzio apostolico in Spagna.
Papa Giovanni XXIII lo elevò al rango di cardinale nel concistoro del 19 marzo 1962.
Nel conclave del giugno 1963, che elesse papa il cardinale Giovanni Battista Montini, fu fra i più votati assieme al cardinale Francesco Roberti.
Subito dopo, il 26 luglio 1963 il nuovo papa lo nominò prefetto della Congregazione per i religiosi, che governò per dieci anni.
Il 1º agosto 1974 lasciò Roma per recarsi nella sua nativa Nimis per trascorrere un periodo di riposo. Dopo una sosta a Firenze, sulla tangenziale di Bologna, l'auto su cui viaggiava, in sosta sulla corsia di emergenza per un guasto ad uno pneumatico, venne investita da un mezzo pesante. Nell'incidente il prelato perse la vita quasi immediatamente. Due giorni dopo, il suo corpo venne trasferito a Nimis per le solenni esequie presiedute dal cardinale Ermenegildo Florit, arcivescovo di Firenze e concelebrate dal cardinale Albino Luciani, patriarca di Venezia, nove vescovi, numerosi sacerdoti e una moltitudine di fedeli. I suoi resti sono sepolti all'interno della chiesa parrocchiale del paese natale.

## Genealogia episcopale e successione apostolica
La genealogia episcopale è:
- Cardinale Scipione Rebiba
- Cardinale Giulio Antonio Santori
- Cardinale Girolamo Bernerio, O.P.
- Arcivescovo Galeazzo Sanvitale
- Cardinale Ludovico Ludovisi
- Cardinale Luigi Caetani
- Cardinale Ulderico Carpegna
- Cardinale Paluzzo Paluzzi Altieri degli Albertoni
- Papa Benedetto XIII
- Papa Benedetto XIV
- Papa Clemente XIII
- Cardinale Marcantonio Colonna
- Cardinale Giacinto Sigismondo Gerdil, B.
- Cardinale Giulio Maria della Somaglia
- Cardinale Carlo Odescalchi, S.I.
- Cardinale Costantino Patrizi Naro
- Cardinale Serafino Vannutelli
- Cardinale Domenico Serafini, Cong. Subl. O.S.B.
- Cardinale Pietro Fumasoni Biondi
- Cardinale Ildebrando Antoniutti

La successione apostolica è:
- Arcivescovo Carmelo Ballester y Nieto, C.M. (1938)
- Vescovo Arthur Douville (1940)
- Vescovo John Michael O'Neill (1940)
- Arcivescovo Georges Cabana (1941)
- Vescovo Rosario L. Brodeur (1941)
- Vescovo Michael O'Reilly (1941)
- Arcivescovo Norbert Robichaud (1942)
- Vescovo Camille-André Le Blanc (1942)
- Vescovo John Roderick MacDonald (1943)
- Vescovo James Boyle (1944)
- Arcivescovo Philip Francis Pocock (1944)
- Arcivescovo Joseph Gerald Berry (1945)
- Arcivescovo Thomas John Flynn (1945)
- Vescovo William Joseph Smith (1945)
- Vescovo Marie-Antoine Roy, O.F.M. (1945)
- Vescovo Georges-Léon Landry (1946)
- Vescovo James Michael Hill (1946)
- Vescovo Édouard Jetté (1948)
- Vescovo Charles-Omer Garant (1948)
- Vescovo Percival Caza (1948)
- Arcivescovo Maurice Baudoux (1948)
- Vescovo Joseph-Roméo Gagnon (1949)
- Vescovo Jean de Capistran Aimé Cayer, O.F.M. (1949)
- Arcivescovo Patrick James Skinner, C.I.M. (1950)
- Vescovo Joseph Albertus Martin (1950)
- Arcivescovo Albert François Cousineau, C.S.C. (1951)
- Vescovo Émilien Frenette (1951)
- Vescovo Gérard-Marie Coderre (1951)
- Vescovo Bruno Desrochers (1951)
- Vescovo Alfred Lanctôt, M.Afr. (1952)
- Arcivescovo Louis Lévesque (1952)
- Vescovo Philippe Lussier, C.SS.R. (1952)
- Vescovo Léo Blais (1952)
- Vescovo Albert Leménager (1953)
- Arcivescovo Felix Romero Menjibar (1954)
- Vescovo Pablo Barrachina Estevan (1954)
- Arcivescovo Segundo Garcia de Sierra y Méndez (1954)
- Vescovo Eugenio Beitia Aldazabal (1955)
- Arcivescovo Emilio Benavent Escuín (1955)
- Vescovo Francisco Peralta y Ballabriga (1955)
- Vescovo José Bascuñana y López (1955)
- Cardinale Narciso Jubany Arnau (1956)
- Vescovo Doroteo Fernández y Fernández (1956)
- Vescovo Antonio Oña de Echave (1956)
- Vescovo José Castelltort Subeyre (1957)
- Vescovo Rafael González Moralejo (1958)
- Vescovo Angel Riesco Carbajo (1958)
- Vescovo Jaime Flores Martin, S.O.D. (1960)
- Vescovo Francisco Planas Muntaner (1960)
- Arcivescovo José María Cirarda Lachiondo (1960)
- Vescovo Eloy Tato Losada, I.E.M.E. (1960)
- Cardinale Marcelo González Martín (1961)
- Vescovo Luis Franco Cascón, C.SS.R. (1962)
- Arcivescovo William Aquin Carew (1970)
- Vescovo Abramo Freschi (1970)